# Stadsmuseum Gent

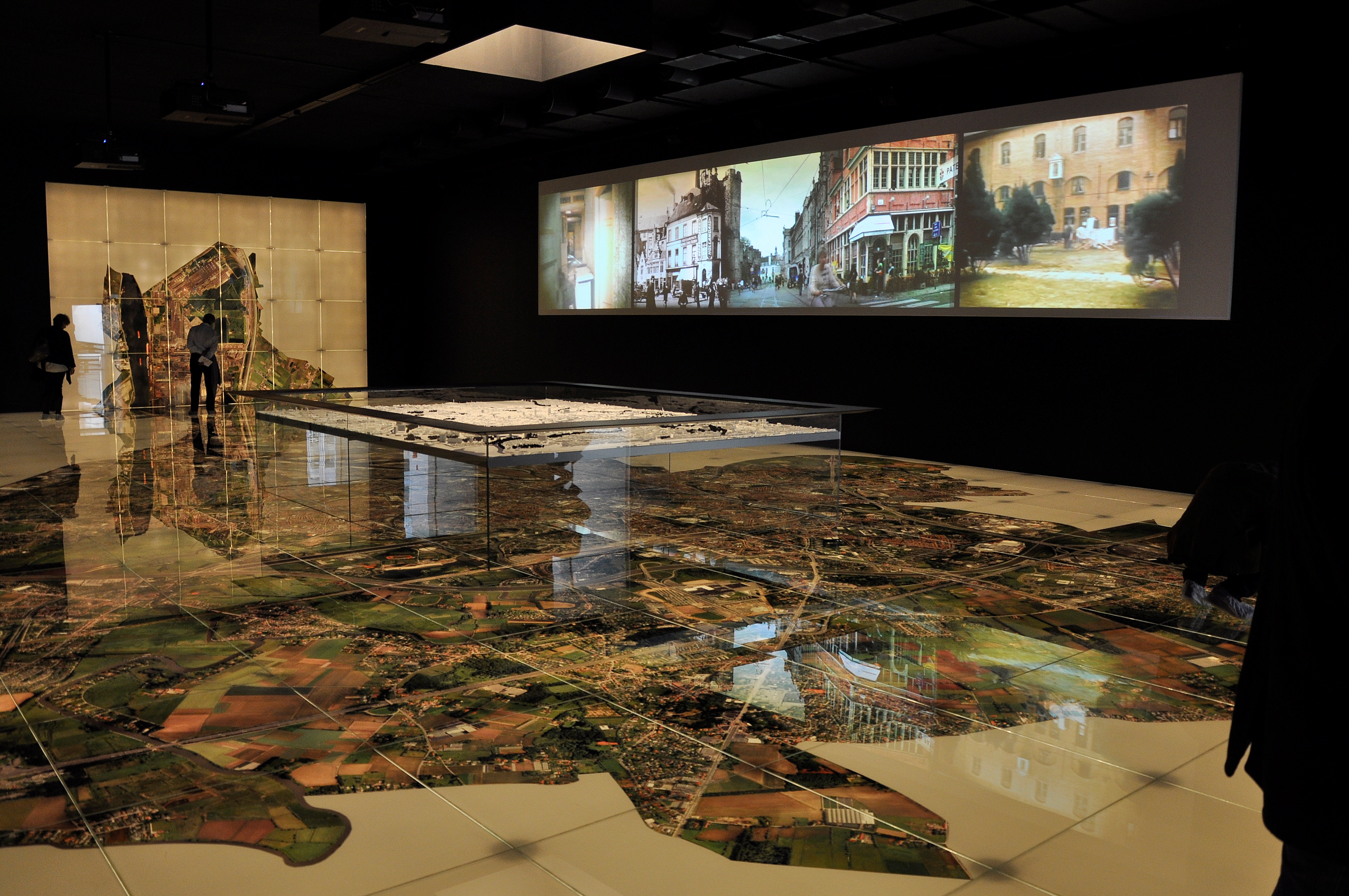
Multimediale Einführung in die Geschichte der Stadt Gent

Das Stadsmuseum Gent (dt.: Stadtmuseum Gent), kurz STAM oder auch Bijlokemuseum genannt, ist das stadtgeschichtliche Museum der flämischen Stadt Gent. Es wurde am 9. Oktober 2010 eröffnet. Mit der Bijlokesammlung als Basis und den Gebäuden der Bijlokeabtei bewahrt das STAM als modernes Forum das kulturelle Erbe der Stadt und macht es zugänglich.
Die Wurzeln des Museums reichen bis in das Jahr 1833, als die Sammlung des Oudheidkundig Museum van de Bijloke in Gent entstand. 1928 wurde dieses Museum in der Bijlokeabtei untergebracht, daher auch der Name Bijlokemuseum. Die Bijlokesammlung wurde mit Stücken anderer Sammlungen erweitert. Anschließend wurde ein neues Eingangsgebäude gebaut, entworfen vom Genter Stadtarchitekten Koen Van Nieuwenhuyse.
Die Dauerausstellung des STAM bietet eine museale und multimediale Einführung für einen Besuch der Stadt Gent und präsentiert ihre Geschichte, Gegenwart und Zukunft. Die Wechselausstellungen des STAM drehen sich in der Regel um das Phänomen der Urbanität anhand aktueller Themen.
Das Stadtmuseum Gent war Preisträger des flämischen Museumspreises 2012.

## Blickfänger
Eine Luftaufnahme der Stadt ist 300 m² groß und von den Besuchern begehbar; eine interaktive Karte macht Gent im Detail in vier Jahrhunderten anschaulich. Zichten op Gent (dt. Ansichten von Gent) ist eine multimediale Einrichtung, die einen Vergleich der Stadtpläne der Jahre 1534, 1614, 1912 mit der Luftaufnahme von 2008 ermöglicht.

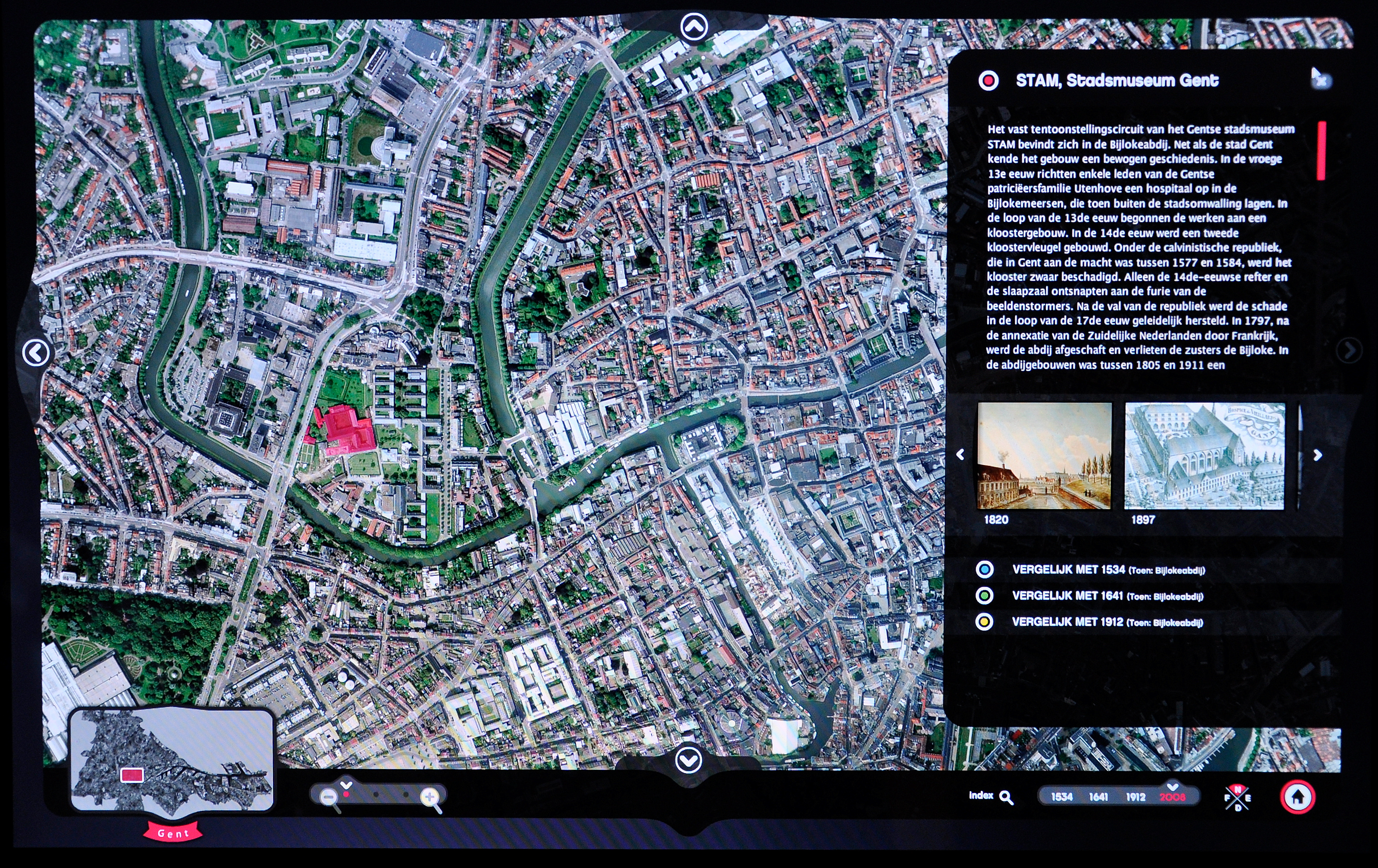
Interaktiver Stadtplan von 2008
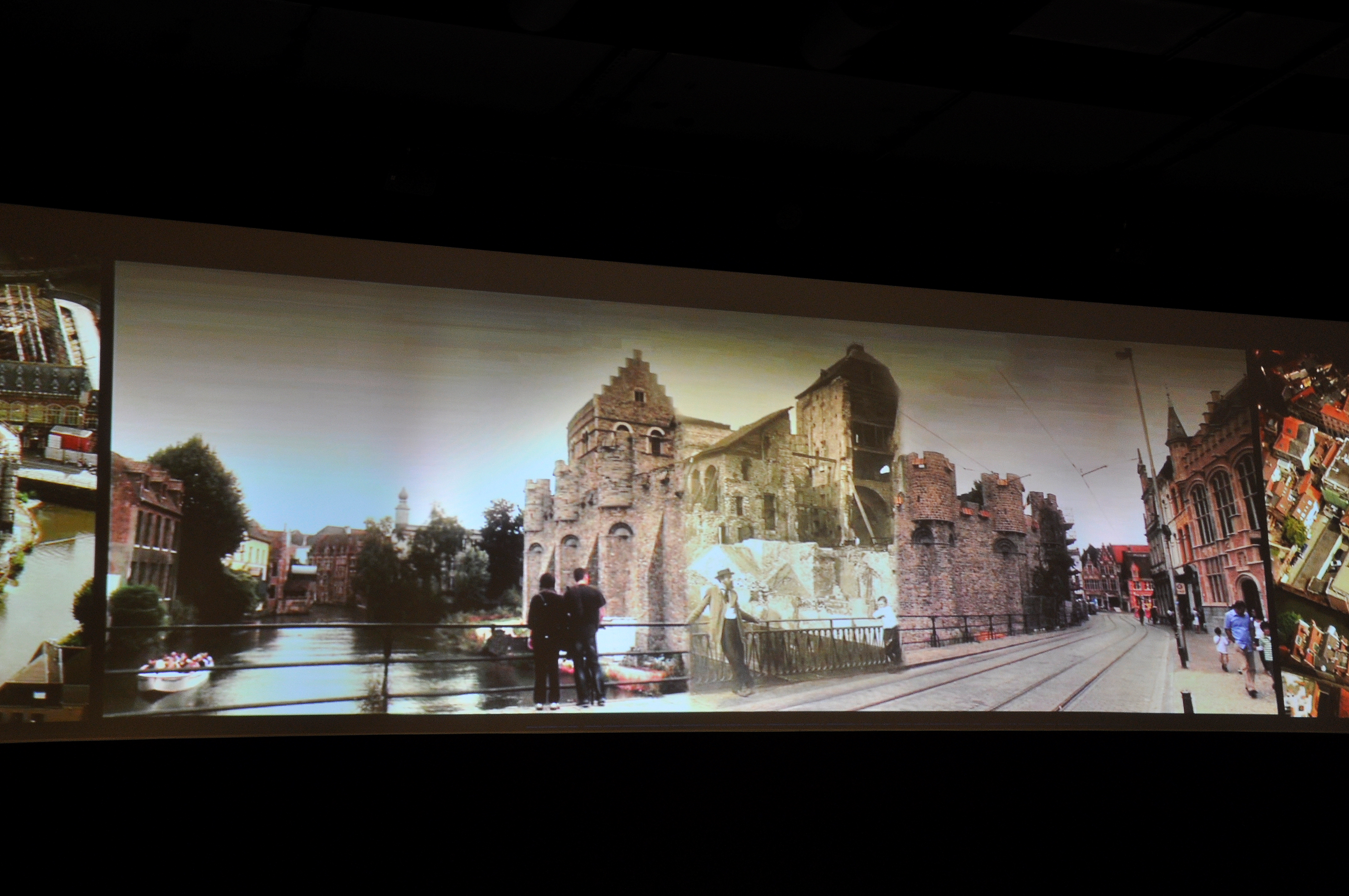
Fotoprojektion des Gravensteen
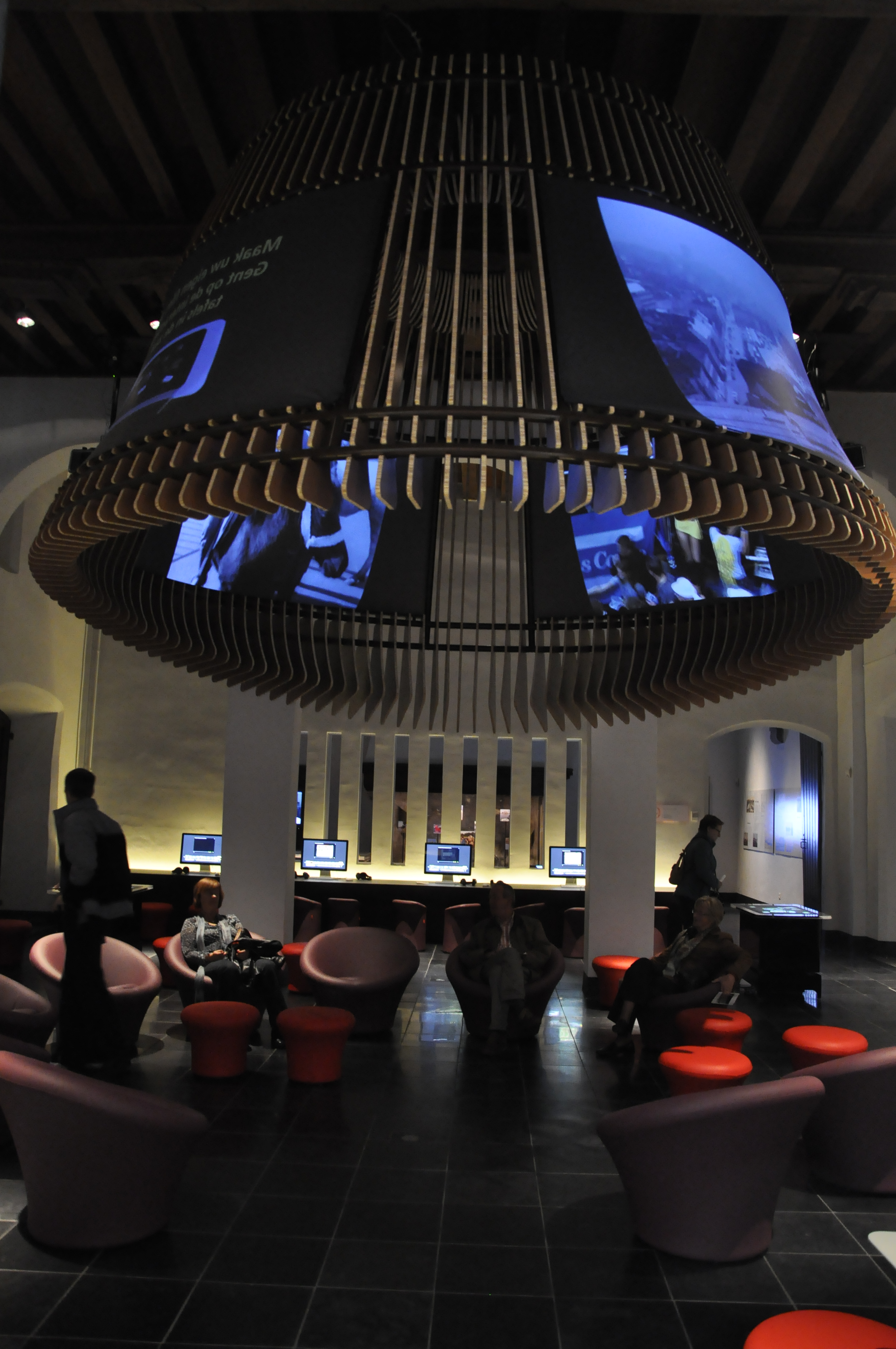
Einer der interaktiven Säle
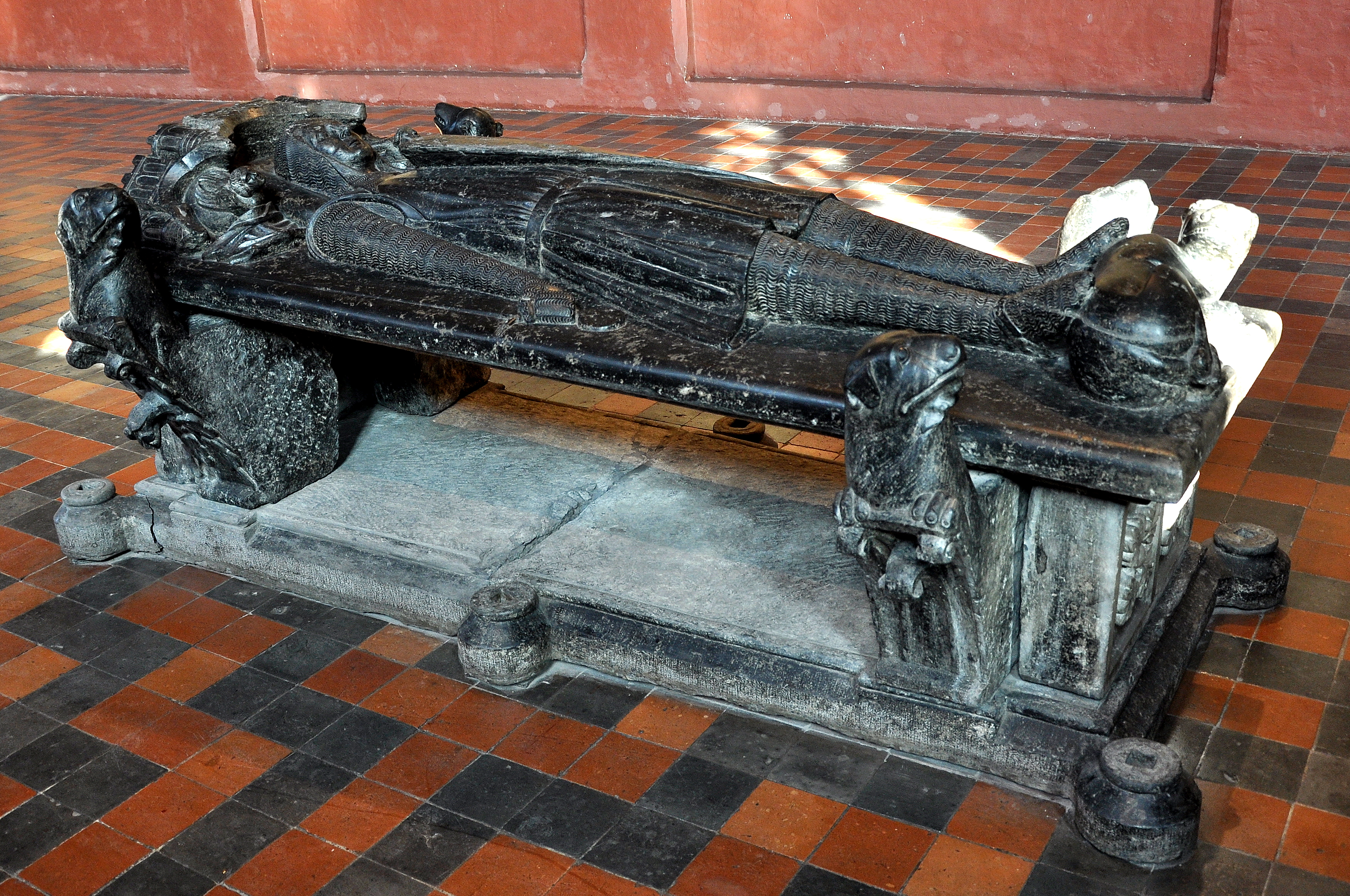
Grabmonument von Hugo II, Burggraf von Gent von 1227 bis 1232, im Refektorium der Abtei
Urkunde Kaiser Ludwigs des Frommen an die St. Bavoabtei, in der Ludwig deren Immunität bestätigt.